# Martin Repinski

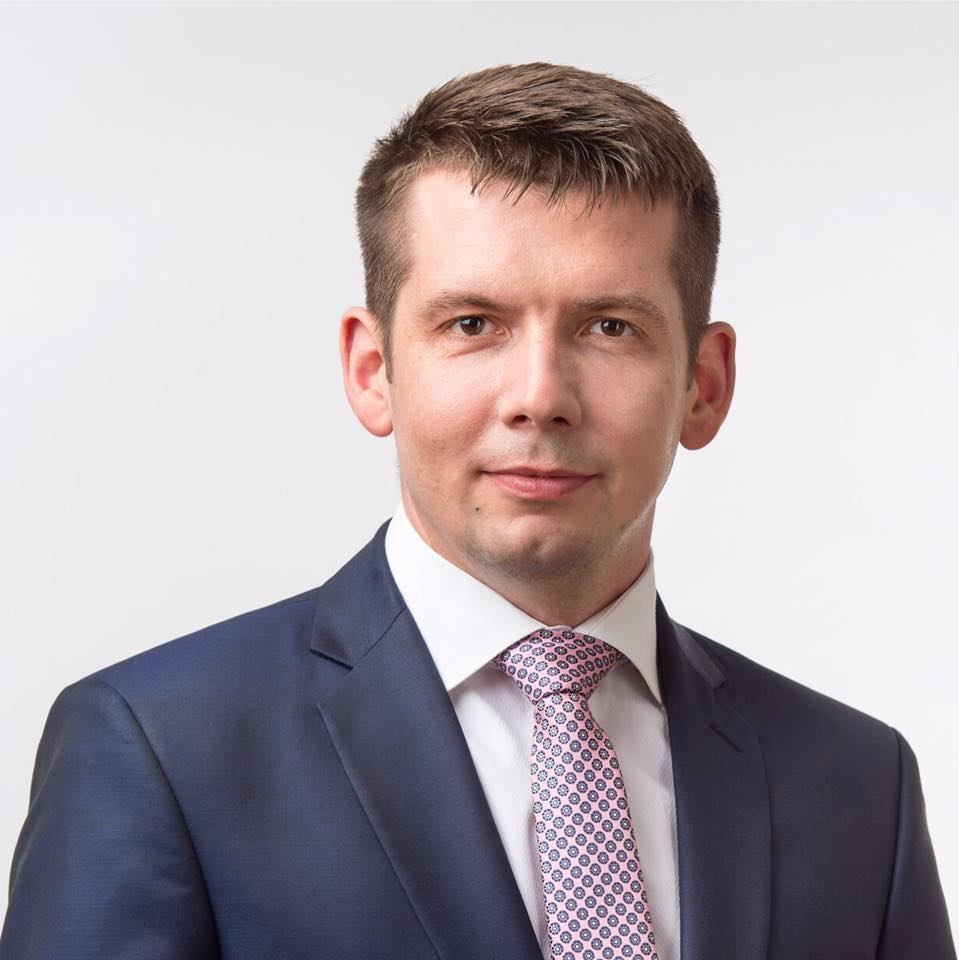
Martin Repinski (2018)

Martin Repinski (* 6. August 1986 in Kohtla-Järve) ist ein estnischer Unternehmer und Politiker. Vom 23. November 2016 bis 12. Dezember 2016 war er Minister für ländliche Entwicklung der Republik Estland. Von Juni 2018 bis April 2019 war er Bürgermeister von Jõhvi. Repinski gehört der Estnischen Zentrumspartei (Eesti Keskerakond) an.

## Leben
Martin Repinski schloss 2005 die Berufsschule des Landkreises Ida-Viru ab. Bis 2010 studierte er an der Land- und Hauswirtschaftsschule in Olustvere.
Seit 2004 war Repinski bei verschiedenen estnischen Agrarfirmen beschäftigt, unter anderem als Geschäftsführer. Er ist Eigentümer einer der größten Ziegenfarmen in Estland. Darüber hinaus betreibt er eine Alpaka-Zucht. Daneben bekleidet Repinski Vorstandsämter bei mehreren landwirtschaftlichen Interessenvereinigungen.

### Politische Tätigkeit
2004 trat Repinski der Estnischen Zentrumspartei bei. Bei der Parlamentswahl 2015 wurde er als Abgeordneter in den Riigikogu gewählt. Seit dem 23. November 2016 war Repinski im Kabinett von Ministerpräsident Jüri Ratas Minister für ländliche Entwicklung der Republik Estland. Kurz nach Amtsantritt der neuen Regierung geriet er, aufgrund eines Skandals um seine Ziegenfarmen, unter Druck, trat als Minister zurück und kehrte als Abgeordneter ins Parlament zurück. Nach seiner Wahl zum Bürgermeister Jõhvi Ende Juni 2018 musste Repinski auf sein Abgeordnetenmandat im Riigikogu verzichten. Dieses übernahm Eevi Paasmäe.
Bei der Parlamentswahl 2019 trat er wieder als Kandidat der Zentrumspartei an. Im Wahlkreis Ida-Viru schaffte er es mit 976 Wählerstimmen erneut einen Parlamentssitz im Riigikogu zu erringen. Obwohl z. T. erwartet worden war, dass er nur als Stimmenfänger aufgestellt worden war, nahm sein Mandat an und verzichtete dafür wiederum auf das Amt des Bürgermeisters in Jõhvi. Im Frühjahr 2020 wechselte Repinski vom Verteidigungskomitee ins Verfassungskomitee, da ihm die entsprechende Sicherheitsfreigabe entzogen worden war. Auf Nachfrage erklärt er, dass er dafür Verständnis hat und begründete den Entzug mit seinen wirtschaftlichen Kontakten und häufigeren Besuchen in Russland.

### Privates
Martin Repinski war von Mai 2017 bis Januar 2020 mit Siret Kotka verheiratet, die ebenfalls als Abgeordnete für die Zentrumspartei im estnischen Parlament sitzt. Er hat zwei Söhne (einen davon aus der Beziehung mit Kotka).